# Hermann Josef Brünninghausen
Hermann Josef Brünninghausen (* 17. April 1761 in Nideggen; † 7. Februar 1834 in Würzburg) war ein deutscher Chirurg, Geburtshelfer und Hochschullehrer.

## Leben und Wirken
Brünninghausen studierte an der Julius-Maximilians-Universität Würzburg und der Georg-August-Universität Göttingen Medizin, wo er Schüler von August Gottlieb Richter war. Er wurde 1784 zum Dr. med. promoviert. Von 1783 bis 1790 war er als Assistent am Juliusspital in Würzburg tätig, an dem er insbesondere unter Carl Caspar Siebold, dessen Vetter er war, seine praktische Ausbildung an der Chirurgischen Klinik erhielt. 1791 erfolgte seine Ernennung zum Professor der Wundarzneikunst an der Universität Würzburg. Außerdem wurde er Oberlandwundarzt (oder „Land-Ober-Wundarzt“) von Würzburg. Damit erhielt er die Oberaufsicht über alle Wundärzte Würzburgs. Er erhielt 1797 die Ernennung zum Würzburgischen Generalstabschirurg, 1800 durch Kaiser Franz II. als Auszeichnung eine Ehrenmünze mit goldener Kette. Er lehnte 1803 einen Ruf an die Universität Dorpat und 1807 einen Ruf an die Universität Tübingen ab. Ebenfalls 1807 wurde er zum Medizinalrat und Stabsarzt befördert, 1814 zum königlich bayerischen Generalstabsarzt und 1821 schließlich zum Kreis- und Regierungsmedizinalrat. 1822 erlitt er einen Schlaganfall, in dessen Folge er 1824 in den Ruhestand versetzt wurde. Wissenschaftlich blieb er jedoch bis zu seinem Tod tätig. Er gehörte zu den hervorragenden Chirurgen seiner Zeit. So schrieb er eine eigene Monographie zur Behandlung von Oberschenkelhalsbrüchen, erfand einen Apparat zur Behandlung des Klumpfußes und beschrieb eine von ihm erfolgreich bei hoher Amputation verwendete Unterschenkelprothese. Zudem besorgte er einen Fortschritt im Bereich der Geburtshilfe, in dem er die Geburtszange mit dem sogenannten deutschen Schloss entwickelte.

## Ehrungen
Brünninghausen war Mitglied der k.k. medizinisch-chirurgische Josephs-Akademie in Wien, der Gesellschaft der Wissenschaften und Künste zu Mainz sowie der Physisch-medicinischen Gesellschaft zu Erlangen.

## Schriften (Auswahl)
- Ueber den Bruch des Schenkelbeinhalses. Stahel, Würzburg 1789 (Digitalisat).
- Ueber den Bruch des Schlüsselbeines. Stahel, Würzburg 1791 (Digitalisat).
- H.J. Brünninghausen ueber eine neue von ihm erfundene Geburtszange. Stahel, Würzburg 1802 (Digitalisat).
- Etwas über die Erleichterung schwerer Geburten. Würzburg 1804 ((Digitalisat)).
- Ueber die Exstirpation der Balggeschwülste am Halse. Stahel, Würzburg 1805 (Digitalisat).
- Gemeinnütziger Unterricht über die Brüche, den Gebrauch der Bruchbänder, und über das dabey zu beobachtende Verhalten. Würzburg 1811 (Digitalisat).
- Bauchbrüche und der Gebrauch der Bruchbänder. 1816.
- Erfahrungen und Bemerkungen über die Amputation. Görhardt, Bamberg / Würzburg 1818 (Digitalisat).